# Januari 2014
| Januari 2014 |
| Månader under 2014: Januari · Februari · Mars · April · Maj · Juni · Juli · Augusti · September · Oktober · November · December ← December 2013 · Januari 2015 → |

## Händelser

### 1 januari
- Lettland byter ut sin valuta till euro och blev därmed en del av euroområdet.
- Folkhälsomyndigheten bildas genom en sammanslagning av de tidigare statliga myndigheterna Smittskyddsinstitutet och Statens folkhälsoinstitut.

### 5 januari
- I Israel protesterar 30 000 egyptiska asylsökande bland annat mot att den israeliska staten håller asylsökande i fängsligt förvar under långa perioder.

### 7 januari
- En asylsökande man tänder eld på sig själv i en av svenska Migrationsverkets lokaler i Karlstad i Sverige.

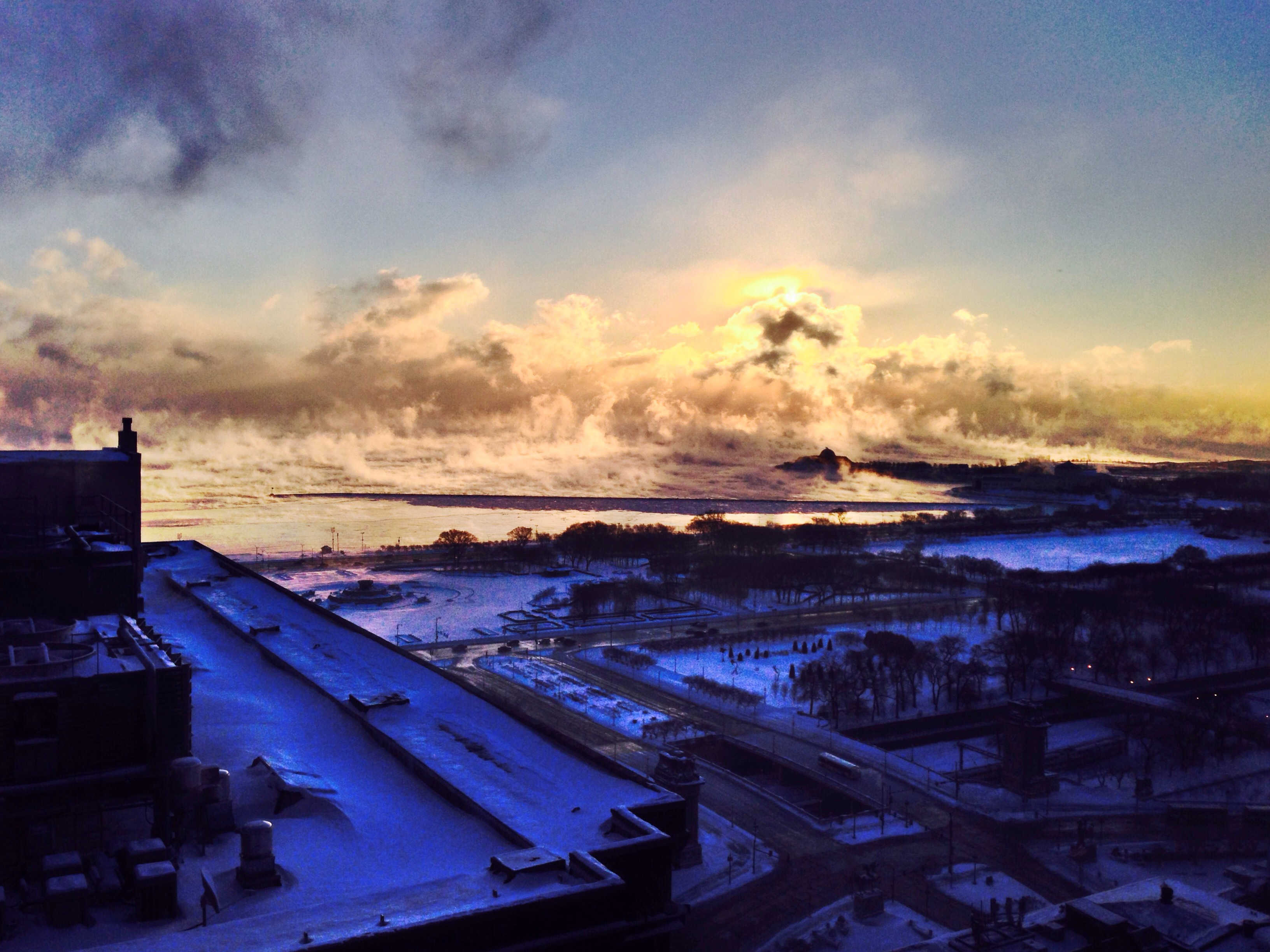
Vattenånga över Lake Michigan.

- Vattenånga över Lake Michigan.Iskyla lamslår USA där det uppmäts 50 minusgrader. I huvudstaden Washington D.C är kylan den värsta på 130 år.

### 9 januari
- En 14-årig svensk pojke skjuts till döds i Kosovos huvudstad Pristina.

### 17 januari
- Hery Rajaonarimampianina vinner presidentvalet i Madagaskar.

### 18 januari
- 16 människor dödas i ett självmordsattentat i Afghanistans huvudstad Kabul. Talibanerna tar på sig skulden.[1]

### 20 januari
- Rymdsonden Rosetta väcks till liv efter att skjutits upp 2004 med uppdraget att ta reda på hur vårt solsystem skapades.[2][3]

### 22 januari
- Norrlands universitetssjukhus toppar listan då Dagens medicin rankar Sveriges bästa universitetssjukhus. Karolinska universitetssjukhuset hamnar på sjunde och sista plats.[4][5]

### 23 januari
- Påven Franciskus hyllar internet och säger att det är Guds gåva, något alla katoliker borde ta del av.[6]

### 24 januari
- Ukrainas President Janukovytj går ut med löfte om att ombilda regeringen.[7][8]
- Enligt en undersökning gjord av Sifo så vill ungefär hälften av alla svenskar återinföra värnplikt.[9]

### 25 januari
- Kinas månrobot jadekaninen får tekniska problem på månen.[10]

### 26 januari
- En handgranat kastas in i en lägenhet i Malmö.[11]
- Oppositionsledaren Suthin Taratin skjuts till döds i Bangkok.[12][13]
- Självmordsdåd mot en buss I Kabul.[14][15]

### 27 januari
- Den svenska webbplatsen Lexbase lanseras och leder till en debatt om integritetsskydd och yttrandefrihetsgrundlagen.